# Championnat d'Argentine de football 2016-2017
Navigation
Saison précédente Saison suivante
La saison 2016-2017 du championnat d'Argentine de football est la 88e édition professionnelle de la première division en Argentine. La saison commence le 26 août 2016 pour se terminer le 27 juin 2017. Trente équipes disputent la compétition et tentent de succéder au Lanús le tenant du titre. Il s'agit de vingt-neuf équipes présentes la saison dernière et du Talleres (Córdoba), champion de deuxième division et promu dans l'élite argentine à la place des Argentinos Juniors relégués au terme de la saison 2015-2016.
Boca Juniors est couronné pour la 32e fois champion d'Argentine après que leur principal rival, le Club Atlético Banfield, est battu par San Lorenzon le 20 juin 2017. Boca se qualifie ainsi pour la Copa Libertadores 2018 et pour la Supercoupe d'Argentine.

## Qualifications continentales
Treize clubs se qualifient pour les compétitions continentales :
- Six places pour la Copa Libertadores 2018 : cinq pour les cinq premiers du classement final et une pour le vainqueur de la Copa Argentina (ou le finaliste si le vainqueur est déjà parmi les cinq premiers)
- Sept places pour la Copa Sudamericana 2018, qui sont attribués aux six meilleures équipes du classement final, non qualifiées pour la Copa Libertadores 2018.

L'Argentine bénéficie d'une place supplémentaire puisque le Independiente a remporté la Copa Sudamericana 2017 et obtient donc sa qualification automatique pour la Libertadores, en dehors des places normalement attribuées aux clubs argentins. Atlético Tucumán, malgré sa 21e au classement final, est lui qualifié pour la Copa Libertadores en qualité de finaliste de la Copa Argentina, profitant de ce fait que son vainqueur en finale est lui déjà qualifié grâce à sa deuxième place dans le championnat.

## Participants
| \| Bs Aires La Plata Junín Mar del Plata Santa Fe Paraná Rafaela Mendoza Rosario San Juan Córdoba Bahía Blanca Tucumán \| Villes représentées lors de la saison 2016-2017 |
| Bs Aires La Plata Junín Mar del Plata Santa Fe Paraná Rafaela Mendoza Rosario San Juan Córdoba Bahía Blanca Tucumán                                                       |

- Boca Juniors
- Rosario Central
- San Lorenzo de Almagro
- River Plate
- Belgrano (Córdoba)
- Tigre
- Racing Club
- Aldosivi (Mar del Plata)
- Newell's Old Boys (Rosario)
- Banfield
- San Martín (San Juan)
- Independiente
- Sarmiento (Junín)
- Unión (Santa Fe)
- Lanús
- Gimnasia y Esgrima (La Plata)
- Estudiantes (La Plata)
- Vélez Sarsfield
- Temperley
- Quilmes
- Godoy Cruz Antonio Tomba (Mendoza)
- Colón (Santa Fe)
- Defensa y Justicia
- Huracán
- Atlético de Rafaela
- Atlético Tucumán
- Olimpo (Bahía Blanca)
- Arsenal
- Patronato (Paraná)
- Talleres (Córdoba) - Promu de Primera B Nacional

## Compétition

### Classement
| Rang | Équipe                        | Pts | J  | G  | N  | P  | Bp | Bc | Diff |
| ---- | ----------------------------- | --- | -- | -- | -- | -- | -- | -- | ---- |
| 1    | Boca Juniors                  | 63  | 30 | 18 | 9  | 3  | 62 | 25 | +37  |
| 2    | River PlateC                  | 56  | 30 | 16 | 8  | 6  | 51 | 28 | +23  |
| 3    | Estudiantes (La Plata)        | 56  | 30 | 16 | 8  | 6  | 46 | 26 | +20  |
| 4    | Racing Club                   | 55  | 30 | 17 | 4  | 9  | 51 | 40 | +11  |
| 5    | Banfield                      | 54  | 30 | 17 | 3  | 10 | 42 | 35 | +7   |
| 6    | IndependienteCS               | 53  | 30 | 14 | 11 | 5  | 39 | 23 | +16  |
| 7    | San Lorenzo de Almagro        | 53  | 30 | 16 | 5  | 9  | 46 | 35 | +11  |
| 8    | Lanús T                       | 50  | 30 | 14 | 8  | 8  | 36 | 25 | +11  |
| 9    | Newell's Old Boys (Rosario)   | 49  | 30 | 14 | 7  | 9  | 40 | 30 | +10  |
| 10   | Defensa y Justicia            | 49  | 30 | 14 | 7  | 9  | 31 | 23 | +8   |
| 11   | Colón (Santa Fe)              | 49  | 30 | 14 | 7  | 9  | 32 | 25 | +7   |
| 12   | Rosario Central               | 44  | 30 | 11 | 11 | 8  | 40 | 31 | +9   |
| 13   | Gimnasia y Esgrima (La Plata) | 43  | 30 | 12 | 7  | 11 | 26 | 24 | +2   |
| 14   | Godoy Cruz (Mendoza)          | 43  | 30 | 13 | 4  | 13 | 34 | 34 | 0    |
| 15   | Talleres (Córdoba) P          | 42  | 30 | 11 | 9  | 10 | 35 | 30 | +5   |
| 16   | Olimpo (Bahía Blanca)         | 38  | 30 | 9  | 11 | 10 | 37 | 32 | +5   |
| 17   | Atlético de Rafaela           | 37  | 30 | 10 | 7  | 13 | 30 | 31 | -1   |
| 18   | Temperley                     | 37  | 30 | 10 | 7  | 13 | 30 | 38 | -8   |
| 19   | Vélez Sarsfield               | 37  | 30 | 10 | 7  | 13 | 31 | 40 | -9   |
| 20   | Patronato (Paraná)            | 34  | 30 | 8  | 10 | 12 | 30 | 40 | -10  |
| 21   | Atlético Tucumán              | 33  | 30 | 8  | 9  | 13 | 30 | 34 | -4   |
| 22   | San Martín (San Juan)         | 33  | 30 | 7  | 12 | 11 | 27 | 40 | -13  |
| 23   | Unión                         | 32  | 30 | 8  | 8  | 14 | 25 | 39 | -14  |
| 24   | Tigre                         | 31  | 30 | 8  | 7  | 15 | 33 | 43 | -10  |
| 25   | Huracán                       | 29  | 30 | 6  | 11 | 13 | 23 | 30 | -7   |
| 26   | Sarmiento (Junín)             | 28  | 30 | 7  | 7  | 16 | 31 | 51 | -20  |
| 27   | Arsenal                       | 27  | 30 | 7  | 6  | 17 | 27 | 50 | -23  |
| 28   | Belgrano (Córdoba)            | 26  | 30 | 5  | 11 | 14 | 21 | 34 | -13  |
| 29   | Quilmes                       | 25  | 30 | 6  | 7  | 17 | 18 | 43 | -25  |
| 30   | Aldosivi (Mar del Plata)      | 25  | 30 | 5  | 10 | 15 | 15 | 40 | -25  |

| Légende : Qualifications et relégations | Légende : Qualifications et relégations                                                                                        |
| --------------------------------------- | --- |
|                                         | Qualification pour la phase de groupe de la Copa Libertadores 2018                                                             |
|                                         | Qualification pour le 2e tour qualificatif de la Copa Libertadores 2018                                                        |
|                                         | Qualification pour la Copa Sudamericana 2018                                                                                   |
|                                         | Relégation directe en Primera B                                                                                                |
|                                         | T : Tenant du titre CS : Vainqueur de la Copa Sudamericana 2017 C : Vainqueur de la Copa Argentina P : Club promu de Primera B |

- La relégation en Primera B est déterminée par un classement des clubs selon la moyenne de points obtenus lors des quatre dernières saisons.

## Bilan de la saison
| Championnat d'Argentine de football 2016-2017 | |
| Champion                                      | Boca Juniors (32e titre) |
| Coupes et trophées                            | |
| Vainqueur de la Coupe d'Argentine 2016-2017   | River Plate |
| Qualifications continentales                  | |
| Copa Libertadores 2018                        | Boca Juniors River Plate Estudiantes (La Plata) Racing Club Atlético Tucumán Independiente (vainqueur de la Copa Sudamericana 2017) Banfield |
| Copa Sudamericana 2018                        | San Lorenzo de Almagro Lanús Newell's Old Boys (Rosario) Defensa y Justicia Colón Rosario Central                                            |
| Promotions et relégations                     | |
| Promus en Primera A                           | Argentinos Juniors Chacarita Juniors |
| Relégués en Primera B Nacional                | Atlético de Rafaela Sarmiento (Junín) Quilmes Aldosivi (Mar del Plata)                                                                       |

## Statistiques

### Joueurs
| Place              | Joueur            | Club              | Buts |
| ------------------ | ----------------- | ----------------- | ---- |
| Médaille d'or      | Darío Benedetto   | Boca Juniors      | 21   |
| Médaille d'argent  | Sebastián Driussi | River Plate       | 17   |
| Médaille de bronze | José Sand         | Lanus             | 16   |
| 4                  | Mariano Pavone    | Vélez Sarsfield   | 13   |
| 5                  | Lucas Alario      | River Plate       | 12   |
| =                  | Carlos Luna       | Tigre             | 12   |
| =                  | Ignacio Scocco    | Newell's Old Boys | 12   |

| Place              | Joueur            | Club               | Buts |
| ------------------ | ----------------- | ------------------ | ---- |
| Médaille d'or      | Marcos Acuña      | Racing Club        | 13   |
| Médaille d'argent  | Cristian Pavón    | Boca Juniors       | 9    |
| Médaille de bronze | Agustín Bouzat    | Defensa y Justicia | 7    |
| Médaille de bronze | Rodrigo Caballuci | Olimpo             | 7    |
| Médaille de bronze | Mauro Formica     | Newell's Old Boys  | 7    |
| 6                  | Lautaro Acosta    | Lanus              | 6    |
| =                  | Gonzalo Martínez  | River Plate        | 6    |
| =                  | Alejandro Silva   | Lanus              | 6    |